# Challenger de Como 2021
El torneo Città di Como Challenger 2021 fue un torneo profesional de tenis. Perteneció al ATP Challenger Tour 2021. Se disputó en su 15.ª edición sobre superficie tierra batida, en Como, Italia entre el 30 de agosto al el 5 de septiembre de 2021.

## Jugadores participantes del cuadro de individuales
| Favorito | País                  | Jugador               | Rank1 | Posición en el torneo |
| -------- | --------------------- | --------------------- | ----- | --------------------- |
| 1        | Bandera de Alemania   | Daniel Altmaier       | 106   | Semifinales, retiro   |
| 2        | Bandera de Eslovaquia | Jozef Kovalík         | 121   | Cuartos de final      |
| 3        | Bandera de Eslovaquia | Andrej Martin         | 122   | Segunda ronda         |
| 4        | Bandera de Argentina  | Juan Manuel Cerúndolo | 135   | CAMPEÓN               |
| 5        | Bandera de Italia     | Federico Gaio         | 159   | Segunda ronda         |
| 6        | Bandera de la India   | Sumit Nagal           | 165   | Primera ronda         |
| 7        | Bandera de Suiza      | Marc-Andrea Hüsler    | 170   | Primera ronda         |
| 8        | Bandera de Italia     | Alessandro Giannessi  | 171   | Baja                  |

- 1 Se ha tomado en cuenta el ranking del 23 de agosto de 2021.

### Otros participantes
Los siguientes jugadores recibieron una invitación (wild card), por lo tanto ingresan directamente al cuadro principal (WC):
- Flavio Cobolli
- Francesco Forti
- Federico Iannaccone

Los siguientes jugadores ingresan al cuadro principal tras disputar el cuadro clasificatorio (Q):
- Petros Chrysochos
- Alexander Erler
- Lucas Miedler
- Andrea Vavassori

## Campeones

### Individual Masculino
- Juan Manuel Cerúndolo derrotó en la final a  Gian Marco Moroni, 7–5, 7–6(7)

### Dobles Masculino
- Rafael Matos /  Felipe Meligeni Alves derrotaron en la final a  Luis David Martínez /  Andrea Vavassori,